# Sal·lusti de Bartas
Sal·lusti de Bartas (Montfòrt, Comtat d'Armanyac, 1544 - París, 1590) fou un escriptor gascó en llengua gascona i francesa. Era hugonot i treballà per a Enric IV de Navarra. Es llicencià en dret a Tolosa de Llenguadoc, on ja participà en els Jocs Florals, i exercí com a jurista a la cort de Nerac, al Bearn, al servei de la casa d'Albret. La seva obra va impressionar el rei Jaume VI d'Escòcia i va influir en l'anglès John Milton. Fou autor de:
- La semaine ou Creation du monde (1578)
- Seconde semaine (1585)
- el diàleg de les tres nimfes (llatina, francesa i gascona), composta el 1578 en honor de Caterina de Mèdici i Margarida de Valois.